# Distretto di Mie
Il distretto di Mie (三重郡?, Mie-gun) è uno dei distretti della prefettura di Mie, in Giappone.
Attualmente fanno parte del distretto i comuni di Asahi, Kawagoe e Komono.
| Controllo di autorità | VIAF (EN) 252643022 · NDL (EN, JA) 00376906 |